# Phật Đà Kỷ Niệm Quán Phật Quang Sơn
Phật Đà Kỷ Niệm Quán Phật Quang Sơn (Fo Guang Shan Buddha Museum) Gọi tắt là (Phật Quán), tòa kiến trúc Phật giáo tại thành phố Cao Hùng, Đài Loan. Đây là nhà Bảo Tàng mang tính Quốc tế, còn có chức năng triển lãm và quảng bá. Vào tháng 9 năm 2016 Phật Quán "Fo Guang Shan Buddha Memorial Center" đã sửa đổi thành "Fo Guang Shan Buddha Museum"
Phật Đà Kỷ Niệm Quán được xây dựng kéo dài trong 9 năm, đã khánh thành tham quan từ năm 2011. Từ năm 2014 ba năm liên tiếp địa điểm này vinh dự được TripAdvisor đưa vào danh sách top 10 danh thắng đẹp nhất Đài Loan.

## Lịch sử

### Xây dựng
Năm 1998, Đại Sư Tinh Vân đến Ấn Độ Bồ Đề Đạo Tràng, tiếng Phạn: Buddha-gayā, (còn gọi là Phật Đà Đạo Tràng, là nơi Thích Ca Mâu Ni Phật ngộ đạo thành Phật) truyền thụ Tam Đàn Đại Giới quốc tế.
Trong thời đó Tây Tạng Lạt-Ma Ngài Kunga Dorje Rinpoche cảm niệm Phật Quang Sơn Tự trước sự xúc tiến việc giao lưu Phật giáo Thế giới Văn Hoá Hán Tạng, sáng lập Hiệp hội Văn Hoá Hán Tạng Trung Hoa, và tổ chức Hội nghị Hiển Mật Phật giáo Thế giới, còn thành lập Hội Phật Quang Quốc tế, là Đạo Tràng chánh phái hoằng dương Phật giáo Nhân Gian; Ngài Kunga Dorje Rinpoche tâm nguyện quyên tặng Xá Lợi Răng Phật được Ngài bảo vệ kỷ lưỡng trong suốt ba mươi năm, hy vọng được xây dựng đền cung phụng ở Đài Loan, để chánh pháp vĩnh hằng, Xá Lợi trùng quang.
Năm 2003, đại lễ động thổ xây dựng Phật Đà Kỷ Niệm Quán Phật Quang Sơn. Sau 9 năm, hoàn thành vào ngày 25 tháng12 năm 2011.
Đại Sư Tinh Vân: " Đức Phật chẳng cần chúng sinh lễ bái cúng dường, nhưng chúng sinh lại cần đó để mở mang thiện niệm, tịnh hoá tâm linh. Bằng cách lễ bái tháp Phật, để tiếp xúc với pháp thân của Đức Phật, để tình cảm tưởng niệm được thăng hoa trở thành sự học hỏi đức tính của Phật Đà, thực tiễn ứng dụng trong cuộc sống hàng ngày. Đức Phật chẳng cần bảo tháp, nhưng chúng sinh lại cần, tôi vì câu nói như vậy mà xây dựng bảo tháp ".

### Khái niệm xây dựng Phật Quán
Đại Sư Tinh Vân: " Xây dựng Phật Đà Kỷ Niệm Quán là lịch sử, là xây dựng tâm người. Công trình của thập phương, của đại chúng, bất cứ ai khi cần, đều có thể đến tham quan; đó cũng là công trình của văn hoá, của giáo dục, bất cứ cá nhân, gia đình, trường học hay cơ quan đoàn thể nào, đều có thể đến đây tụ hợp, tổ chức liên hoan, đều có thể đến xung quanh đây, dạy học.

### Mục tiêu phát triển
- Văn học hóa
- Điện ảnh hóa
- Nhân gian hóa
- Quốc tế hóa

### Ngũ đại sứ mệnh (Năm nhiệm vụ lớn của Phật Quán)
- 48 phòng địa cung: gìn giữ bảo tồn trí tuệ văn minh của nhân loại, xây dựng ký ức chung của nhân loại.
- Giáo dục đời sống: thông qua nghệ thuật và văn hóa đẩy mạnh giáo dục đời sống và bảo vệ môi trường xanh.
- Giao lưu hai nước: hai nước giao lưu, đẩy mạnh sự phục hưng của nền văn hoá Trung Hoa.
- Nghệ thuật Phật giáo: thường xuyên triển lãm nghệ thuật Phật giáo, tổ chức hội thảo học thuật.
- Phục vụ công cộng: tôn trọng bao dung, cùng chia sẻ tài nguyên, hăng hái phục vụ.[3]

### Giá trị cốt lõi
- Tam hảo (3 điều tốt): thân làm điều tốt, miệng nói lời tốt, lòng mang ý tốt.
- Tứ cấp (4 thứ cho): cho người niềm tin, cho người hoan hỷ, cho người hy vọng, cho người phương tiện.[3]

## Giới thiệu xây dựng
Phật Đà Kỷ Niệm Quán tọa lạc hướng Tây mặt hướng Đông, toàn bộ kiến trúc với tổng diện tích là 100 hecta (100 mẫu), từ động thổ cho đến hoàn công, bản vẽ thiết kế công trình đã vẽ hơn một trăm tấm, sau những lần sửa đổi, ngoài kiến trúc chính của chánh quán ra, bây giờ trở thành "phía trước có Bát tháp, phía sau có Đại Phật, phía Nam có Linh Sơn, phía Bắc có Kỳ Viên". Các toà nhà chính nằm ở trục trung tâm, từ Đông sang Tây lần lượt có " Đại sảnh lễ kính ", " Bát tháp ", " Đài chụp hình Vạn nhân ", " Quảng trường Bồ đề ", Bổn Quán Phật Đà Kỷ Niệm Quán Phật Quang Sơn và Phật Quang Đại Phật.

### Đại sảnh lễ kính
- Đại sảnh lễ kính nằm ở Khu cửa ngõ ra vào, Đại sảnh lễ kính mang ý nghĩa " Lễ Kính Chư Phật ", gồm có: một tầng dưới mặt đất, ba tầng trên mặt đất của toà kiến trúc.
- Bên trong Đại Sảnh Lễ Kính có quán ăn chay, phòng khách (nơi tiếp đón khách, liên hệ thông tin), quầy phục vụ người ngoại quốc, dã ngoại học tập / phục vụ hướng dẫn đoàn thể tham quan / phục vụ hướng dẫn bằng tiếng nước goài, khu đổi tiền tệ, cô nhi viện, nhà vệ sinh cho người tàn tật, khu triển lãm, khu tin vắn, khu ẩm thực, khu giao lưu Phật giáo nghệ thuật và văn hóa, khu gửi đồ...
- Trước cửa hai bên có hai pho tượng điêu khắc, bên phải là tượng Voi, ý nói Phật Đà cởi voi trắng nhập thai, dùng để kỷ niệm Phật Đà đản sinh; bên trái là Sư tử, tượng trưng pháp âm Bát nhã của Phật Đà, dùng để xiển dương ý nghĩa giáo pháp của Phật Đà.

### Bát Tháp (Tám Tháp)
Hướng về phía trước Bổn Quán, có tám tòa tháp, mỗi tòa tháp có chức năng riêng, tám tháp tượng trưng giáo nghĩa Phật giáo căn bản Bát Chánh Đạo, chức năng của tám tháp được phân biệt như sau:

### Nhất Giáo tháp (Tháp Nhất giáo)
Nhất Giáo: là chỉ riêng cho Phật giáo Nhân Gian. Đại Sư Tinh Vân nói: "Phật giáo Nhân Gian chính là " Phật Đà đã nói, người thế gian cần, tịnh hoá, thiện mỹ; phàm những giáo pháp có thể giúp đời sống con người tăng thêm hạnh phúc, đều được coi là phật giáo nhân gian." 
Tháp "Nhất Giáo" là nơi cung cấp cho các trường học các cấp, các nhóm đoàn thể có thể đăng ký mượn dùng để tổ chức hội nghị, hoạt động, khóa trình, còn là nơi dành cho tình nguyện viên hoc tập, thực nghiệm, giáo dục và đào tạo.

### Nhị Chúng tháp (Tháp hai chúng)
Nhị Chúng: Hai chúng là chỉ người xuất gia và người tại gia. Chức năng của Tháp này là "nơi nhi đồng thực hiện ba điều tốt", có nhà hát ba điều tốt, khu vườn học tập ba điều tốt, là nơi đại sư Tinh Vân khởi xướng hoạt động trung tâm tư tưởng ba điều tốt "làm việc tốt, nói lời hay, tâm chứa những điều tốt", là địa điểm thiết kế chuyên môn dành cho trẻ em tương trợ giao lưu, khoa học kỹ thuật, khu vui chơi.

### Tam Hảo tháp (Tháp tam hảo)
Tam Hảo có nghĩa là " thân khẩu ý tam nghiệp, thân làm điều tốt, miệng nói lời hay, lòng mang ý tốt." Tháp Tam Hảo có phòng làm việc liên hợp, còn thiết kế phòng hội nghị, phòng tiếp khách, là một địa điểm hiện đại đa công năng.

### Tứ Cấp tháp (Tháp tứ cấp)
Tháp tứ cấp, là điều kiện đặt ra để làm việc của Phật Quang Sơn: cho người niềm tin, cho người hoan hỷ, cho người hy vọng, cho người phương tiện, chức năng của Tháp này là quảng trường văn hoá, là nơi khiến cho mọi người đều có thể ngao du trong thế giới Nho học, từ trong đó hưởng thụ tâm linh yên tĩnh. "Đọc để làm người, đọc để hiểu rõ đạo lý, đọc để ngộ một vài nhân duyên, đọc để hiểu một trái tim", Đại Sư Tinh Vân dùng bốn câu này để khuyến khích người đọc sách. Trong tháp còn có khu vực sách chuyên môn cho trẻ em, là nơi cung cấp cho con em vui thích đọc sách.

### Ngũ hoà tháp (Tháp ngũ hòa)
Hàm ý của Ngũ Hòa là: "tự tâm vui vẻ, gia đình hòa thuận, người người hòa kính, xã hội hài hòa, thế giới hòa bình". Ngũ Hòa là "Gia đình hân hoan", xuất phát từ "gia đình", từ "Phật hóa hôn lễ" cho cặp trai gái kết hôn, cho đến "lễ nuôi dưỡng" cho đứa con đầu lòng, đến "lễ thành niên" cho con trưởng thành, "lễ mừng thọ" cho các bậc trưởng bối, và "lễ tốt nghiệp" cho sinh viên, phàm là việc chúc mừng đại sự, đều có thể tại lễ đường này dùng nghi thức của Phật giáo để chúc mừng, cầu phúc, đâu đâu cũng thấy không khí tràn đày hạnh phúc bao quanh, và còn có thể chụp hình thân mật lưu niệm.

### Lục độ tháp (Tháp lục độ)
Lục độ: chính là Lục độ Ba La Mật trong Phật giáo, gồm có: "Bố thí, Trì giới, Nhẫn nhục, Tinh tấn, Thiền định, Bát nhã", tháp Lục độ được mệnh danh bởi sáu pháp Ba La Mật. Trong tháp thường có triển lãm thư pháp kiểu "Nhất bút tự" của Đại Sư Tinh Vân, phim 3D để làm Quỹ tín thác Giáo dục Đại Sư Tinh Vân. Đại Sư Tinh Vân với tuổi thọ 90, Ngài đã dùng "Nhãn tâm" và "Nhãn pháp" để viết thư pháp kiểu "Nhất bút tự" một cách xuất sắc.

### Thất giới tháp (Tháp thất giới)
Bảy giới là chỉ cho "giới hút thuốc phiện, giới dâm dục, giới bạo lực, giới trộm cướp, giới đánh bài, giới uống rượu, giới ác khẩu", nhờ vào thực hành bảy giới này khiến cho bản thân, gia đình, cho đến xã hội, trở thành năng lực chánh diện thanh tịnh và thiện mỹ. Tháp thất giới là phòng tiếp khách, dành cho dân chúng tham quan uống trà, nghỉ ngơi, và bàn chuyện quan trọng.

### Bát đạo tháp (Tháp bát đạo)
"Bát đạo" còn gọi là "Bát chánh đạo", tức là "chánh kiến, chánh tư duy, chánh ngữ, chánh nghiệp, chánh mạng, chánh tinh tấn, chánh niệm, chánh định", là con đường chánh đạo hướng dẫn chúng ta đi đến giải thoát Niết Bàn. Tháp Bát đạo là phòng tiếp khách, và là nơi phát chiếu phim giới thiệu "Phật Đà Kỷ Niệm Quán" và tin vắn.
Hình dáng bên ngoài và phương pháp thi công của tám tòa tháp giống nhau, đều là hình vuông với bảy tầng lầu cát, cao 37 mét, kết cấu xi măng cốt thép, nền móng trang trí bên ngoài bằng đá sa thạch màu vàng, vách tường được ốp bằng đá cẩm thạch nhỏ, nóc nhà được lợp bằng ngói Asuka, lan can toàn ốp bằng đá.

## Song Cát lầu

### Ngoại cảnh Song Cát lầu
Khu vực phía bắc Phật Đà Kỷ Niệm Quán, một tòa kiến trúc màu vàng, là một nơi dành cho du khách tĩnh lặng tâm linh và nghỉ ngơi, với hồ sinh thái thiên nhiên có "gió mát thổi nhẹ cành cây, hoa sen nở rộ bên bờ hồ", đã tỏa ra bầu không khí nhân văn. Bên ngoài Song Cát lầu có vườn cây Đa và hồ sinh thái là nơi lý tưởng cho giờ học ngoại khóa, là nơi tốt nhất để giáo dục thể nghiệm cuộc sống sinh thái thiên nhiên.
Có người nói ánh sáng ấm áp chiếu soi vào Song Cát lầu là phong cảnh đẹp nhất; cũng có người nói, màu sắc xanh vàng rực rỡ ban đêm mới là thời khắc trang nghiêm của shuanggelou.
"Trà Thiền Nhất Vị" ở lầu 1 của Song Cát lầu là nơi truyền bá văn hóa trà đạo của Trung Hoa, lầu 2 là phòng viết Kinh, ở đó cung cấp "fo guang cai gen tan" và "Tâm Kinh"cho mọi người chép kinh, là nơi cho mọi người tu tâm dưỡng tính, hiểu rõ kinh văn. Để nâng cao khí chất nhân văn, tại lầu 2 có phòng tọa đàm với chuyên gia ở Song Cát lầu, là nơi giáo dục, văn hóa, nghệ thuật tịnh hóa nhân tâm, dưới bóng cây mát khiến cho mọi người hưởng thụ đậm nét nghệ thuật, lắng nghe, thiện mỹ và cảm động.

## Quảng trường Bồ Đề
Ngang qua "Thành Phật đại đạo (con đường thành Phật)" là "Đài chụp hình Vạn nhân", tổng cộng có 37 bậc thang, tượng trưng "ba mươi bảy phẩm trợ đạo", đó chính là pháp môn tu tập thực tiễn của Phật giáo.
Đứng trên bậc thang, mặt hướng về phía Đông, sau lưng là bức tượng Phật ngồi bằng đồng lớn nhất thề giới; quay mặt về hướng Tây, là cảnh của tám ngôi bảo tháp, tầm nhìn rộng lớn, là nơi rất tuyệt vời cho đoàn thể tham quan đến chụp hình.
"Quảng trường Bồ đề" rộng khoảng 100m, tại quảng trường thường tổ chức hoạt động lớn ngoài trời, như: Đại hội cầu phước nhân ái và hòa bình tôn giáo, hội âm nhạc của ngàn vạn người ca tụng Phật Đà, đại hội toàn quốc kim cang kiểm duyệt lễ tân, kịch kinh điển, lễ hội Tam Hảo (ba điều tốt)
Tại quảng trường còn có 18 tượng vị La Hán và tượng của tổ sư tám tông phái.

## Bổn Quán (Phật Đà Kỷ Niệm Quán)
Kiến trúc chính của "Bổn quán "được thiết kế theo kiểu thân tháp của phật giáo nam truyền, nền móng bên ngoài được trang trí bằng sa thạch màu vàng, thân tháp làm bằng đá không bị ăn mòn, có phong cách đặc biệt của Ấn Độ.
Tháp chứa đại tạng kinh là tháp được làm bằng bảo châu Ma Ni, cung cấp hàng trăm vạn bộ Tâm Kinh, "Bá Vạn Tâm Kinh Nhập Pháp Thân" là hoạt động cầu phúc lúc Phật Đà Kỷ Niệm Quán khởi công xây dưng.

## Bảo điện
Ở giữa Lầu một của "Bổn quán" tuần tự có ba ngôi bảo điện, bảo điện Quan Âm, bảo điện Phật vàng, bảo điện Phật ngọc.

## Quan Âm Điện

### Thiên Thủ Thiên Nhãn Quán Thế Âm Bồ Tát
Điện Quan Âm thờ phụng Thiên Thủ Thiên Nhãn Quán Thế Âm Bồ Tát, do Đại Sư Tinh Vân thiết kế và đặt tên, Ngài mời nhà nghệ thuật Dương Huệ San nắn tượng mô phỏng theo động Mạc Cao động thứ ba (động Đôn Hoàng) tượng Quan Âm biến tướng ngàn tay ngàn mắt, và mời nhà nghệ thuật Thí Kim Huy vẽ 33 hình Quan Âm trên vách thủy tinh màu trắng vây quanh bảo điện, du khách có thể thành tâm nguyện cầu xin Quán Thế Âm Bồ Tát nước cam lồ. Bên ngoài tường hình vòng cung có in bản Kinh Phổ Môn, với sự tín ngưỡng mỹ học, khắp nơi đều tỏa ra hương vị thanh tịnh.

## Kim Phật Điện (Điện Phật Vàng)
Kim Phật Điện thờ phụng Phật vàng của Thái Lan, năm 2004 Hoàng Thất Thái Lan khánh chúc Tăng Vương 90 tuổi, đã điêu khắc 29 tượng Phật vàng, Công Chúa Thi Lâm Thông thay mặt Tăng vương biếu tặng Đại Sư Tinh Vân một tượng Phật vàng, tượng trưng văn hóa Nam Bắc truyền dung hòa. Trong bảo điện có thùng pháp ngữ bằng tiếng Trung và tiếng Anh, du khách có thể mang những câu pháp vị ấm áp ấy về nhà.

## Ngọc Phật Điện (Điện Phật Ngọc)
Điện Phật ngọc thờ phụng xá lợi của Đức Phật, tượng Phật nằm được điêu khắc bằng bạch ngọc của Miến Điện tượng trưng Đức Phật nhập Niết bàn. Phía trước Phật có câu đối do ngài Tinh Vân viết: "Lúc Đức Phật còn tại thế con trầm luân, sau Phật diệt độ con mới sinh ra; Sám hối thân này nhiều nghiệp chướng, đến nay mới thấy thân Như Lai." Tượng Đức Phật hai bên có hai tượng Phật ngọc lớn, đó là Đông Phương Lưu Ly Thế giới và Tây Phương Cực Lạc Thế giới, hai bên vách tường có Tháp Phật được điêu khắc bằng gỗ thơm cây bách nổi tiếng khắp nơi trên thế giới, đã thể hiện lên vẻ đẹp nghệ thuật của Phật giáo.
Lầu một của Bổn quán tổng cộng có bốn phòng triển lãm, kết hợp trạng thái tịnh, trạng thái động, khoa học kỹ thuật và truyền thống, dẫn đưa du khách từ nhiều góc độ khác nhau tiếp cận đến văn hóa Phật giáo.

## Phật giáo Địa cung Hoàn Nguyên Quán
Phật Đà Kỷ Niệm Quán thiết lập 48 ngôi địa cung, với sự "tín ngưỡng, sinh hoạt, văn hóa", thu thập những ký ức và di vật văn hóa mang tính lịch sử, tính thời đại, tính chất kỷ niệm, một trăm năm mới mở một lần, tiếp tục và bảo tồn văn hóa cộng đồng nhân loại. Vì muốn cho mọi người hiểu rõ về địa cung, tại lầu một Bổn Quán đặc biệt thiết kế "Phật giáo Địa cung Hoàn Nguyên Quán" để mọi người dạo quanh và vượt qua thời gian tiến vào con đường lịch sử thánh vật của Phật giáo.
"Phật giáo Địa cung Hoàn Nguyên Quán" có bốn khu vực triễn lãm: "Pháp Môn Tự", "Quan Âm, Thạch Hàm, Bình Xá Lợi", "Pháp khí lễ Phật" và "Bia tạo tượng". Bảo tồn 134 bộ di vật văn hóa Phật giáo, các di vật văn hóa địa cung đều do hai vợ chồng tổng giám đốc tập đoàn Trung Quốc Trần Viễn Thái, Trần Bách Ngọc Diệp phát tâm cúng dường hơn 10 năm thu thập.

## Phòng tổ chức chúc mừng ngày lễ Phật giáo
"Phòng tổ chức chúc mừng ngày lễ Phật giáo" thể hiện rõ một năm bốn mùa tổ chức các buổi lễ chúc mừng Phật giáo, nhờ vào các buổi lễ này làm cho Phật giáo tiếp cận với nhân gian. Đại Sư Tinh Vân với khái niệm dùng ngày lễ Tam Bảo làm chủ thể thiết kế như: Mùng 8 tháng 4 âm lịch ngày Phật Đản gọi là ngày Lễ Phật Bảo, ngày Rằm tháng 7 là ngày Lễ Tăng Bảo, mùng 8 tháng 12 ngày Phật Thành Đạo là ngày Lễ Pháp Bảo, ba ngày lễ này hợp thành Tam Bảo. Những ngày lễ này thể hiện tinh thần Từ bi, Trí tuệ của chư Phật và Bồ Tát, đồng thời cũng phản ánh tín ngưỡng đặc sắc của Phật giáo và Nhân gian với sự hỗ trợ lẫn nhau của tư tưởng và tập tục vốn có để hòa nhập và phát triển. Mục đích là mong muốn mọi người nương vào Từ Tâm Bi Nguyện, Công đức của chư Phật và Bồ Tát, khích lệ bản thân, học tập và thực hiện tinh thần phổ độ chúng sinh của chư Phật và Bồ Tát.

## Phật Quang Sơn Tông Sử Quán
Vì muốn cho mọi người hiểu rõ về quá khứ và tương lai triển vọng của Phật Quang Sơn, tại lầu một của Bổn quán đặc biệt thiết kế "Phật Quang sơn Tông Sử Quán", nơi đây ghi chép lại quá trình lịch sử của Đại Sư Tinh Vân thúc đẩy phát triển Phật giáo Nhân gian. Ngài lấy thời gian cho các cuộc triển lãm, lấy bản tin thu hút người xem, với lời lẽ dễ hiểu về bối cảnh sự trưởng thành và tư tưởng của Đại Sư Tinh Vân, qua sáu giai đoạn: "Ngài sinh ra và xuất gia, Ngài vượt sông đến Đài Loan, Ngài đưa Phật giáo đến đây, Ngài sáng lập Phật Quang Sơn, Ngài đưa Phật Quang phổ chiếu khắp năm châu"; Và để giới thiệu Phật giáo Nhân gian, làm thế nào để đem Phật giáo hướng đến hiện đại hóa, đó là bốn tôn chỉ lớn của Phật Quang Sơn: "dùng văn hóa hoằng dương Phật pháp", "dùng giáo dục bồi dưỡng nhân tài", "lấy từ thiện phúc lợi xã hội", "cùng nhau tu tập tịnh hóa tâm con người".

## Phòng giới thiệu cuộc đời của Đức Phật
Phim hoạt hình 4D "cuộc đời của đức Phật", lấy cuộc đời của Đức Phật làm chủ đề, do Đại Sư Tinh Vân cung cấp, triển lãm qua phim 4D và tranh vẽ trên tường, văn tự, âm thanh ánh sáng, cho đến phương pháp phơi bày tương trợ, thể hiện trình bày nguyện vọng của Phật Đà khai thị giáo hóa lợi ích chúng sanh khi Phật Đà đãn sanh ở nhân gian.
Sau khi phát sóng "cuộc đời Đức Phật", đã dẫn đến nhiều dư luận, tết năm 2014, "Phật Đà Kỷ Niệm Quán" lại thúc đẩy triển khai mở rộng phim hoạt hình phong cách trắng đen 4D "Cô gái nghèo với một ngọn đèn" do đạo diễn Khúc Toàn Lập chế tác đã diễn ra hơn một năm qua.

## Giảng đường Đại Giác
Giảng đường Đại Giác là một sân khấu biểu diễn lớn với nhiều công năng, có thể dung chứa 2000 người, là nơi đầu tiên ở Đài Loan có màn ánh sáng quay 360 độ, dùng hình thức ánh sáng đèn lần lần tiến vào tạo thành đèn chính ở giữa, đóa hoa sen hiện ra lúc nở lúc úp, mây cát tường rải rát bao quanh hoa sen, và cũng bởi do màu sắc biến đổi, tạo nên bảy màu rực rỡ. Vũ đài hình tròn có thể nâng lên hạ xuống là thiết kế hiện đại có thể quay theo chiều nghịch hoặc chiều thuận, khiến cho người biểu diễn có thể nhờ vào xoay tròn của vũ đài mà khán giả có thể thưởng thức rõ diễn viên biểu diễn.
Giảng đường Đại Giác từ khi thành lập đến nay, có nhiều đoàn biểu diễn nổi tiếng trên thế giới đến cống hiến nghệ thuật như là: đoàn nhạc dân tộc Bắc Kinh trung ương, viện kinh kịch Bắc kinh, học viện nghệ thuật philipins, học viện múa Malasya; Đài Loan ca tử hý "Minh Hoa Viên", hòa thượng, đoàn ca tử hý "Đường Mỹ Vân", đoàn dự kịch "Quốc Quang", đoàn thanh niên ca vịnh Đài Bắc Phật Quang,đoàn múa Thái Nguyên "Sơn Tây", Nhà hát ca múa tỉnh Phúc Kiến, đoàn múa rối Quảng Tây, viện dự kịch Hà Nam, đoàn kịch Trí Lợi Tây Ban Nha, đoàn xiếc Hà Nam, đoàn xiếc Sơn Đông, làm cho dân chúng Đài Loan không cần ngồi thuyền xe cực nhọc mà có thể miễn phí thưởng thức nghệ thuật nhân văn, nâng cao tư lương cho tâm linh.

## Tứ Thánh Tháp
Bốn góc nền móng có bốn tháp, hốc tường thân tháp là điêu khắc tượng nổi. Trong tháp khắp nơi đều có tượng Bồ Tát, đó là Đại Bi Quán Thế Âm Bồ Tát, Đại Trí Văn Thù Sư Lợi Bồ Tát, Đại Nguyện Địa Tạng Vương Bồ Tát, Đại Hạnh Phổ Hiền Bồ Tát.

## Phật Quang Đại Phật
Phía sau Bổn Quán là tượng Phật Quang Đại Phật, là địa điểm tiêu biểu của Phật Đà Kỷ Niệm Quán, cao 108m, tượng cao 50 mét, dùng 1,872 kg đồng tạo thành, là tượng Phật ngồi bằng đồng xanh cao nhất thế giới. Vã lại còn phát động hoạt động "trăm vạn tâm kinh nhập pháp thân", tập trung trăm vạn người chép xong kinh Tâm Kinh, mãi mãi thờ cúng trong thân Phật Quang Đại Phật.

## Bốn mươi tám cái địa cung
"Địa cung", nghe tên là biết ý nghĩa rồi, chính là cung điện dưới lòng đất. Phật Đà Kỷ Niệm Quán có 48 địa cung, phân bố tại phía dưới của Bổn Quán, bảo tồn hàng ngàn văn hóa di vật. Lịch sử phát triển của sự vật đi theo thời đại, ký ức cuộc sống đến từ toàn cầu, tại đây dùng trạng thái "chân không", lưu trữ cho con cháu loài người, đồng thời thu thập toàn cầu thế giới các loại văn hóa di vật mới có tính lịch sử, tính trí thức, tính hiện đại, và tính kỷ niệm. Do vì 100 năm mới mở một lần, nên muốn mở hết toàn bộ địa cung phải cần có 4800 năm. Đồng thời mỗi năm có tổ chức pháp hội "địa cung trân bảo nhập cung và trăm vạn tâm kinh nhập pháp thân", là cầu nối quý báu vận tải di vật quý báu, từ phía trước Bổn Quán đi vào là đến kho tàng trân quý của địa cung.

## Nghệ thuật

### Hình khắc nổi lập thể
Con đường đi bộ bao quanh Bổn quán, hành lang che nắng mưa ở phía Nam Bắc đều là nghệ thuật điêu khắc nổi hình lập thể, do ngài Tinh Vân sáng tạo, và cũng là sáng kiến của nghệ thuật Phật giáo, phát khởi tâm linh trí tuệ của mọi người, nhận thức sinh mạng đáng quý.

### Hình Phật Đà hành hóa
22 "câu chuyện hành hóa của Phật đà", đan xen những kệ ngữ của cổ đức, hiện rõ cuộc đời đức Phật bằng những câu chuyện quan trọng trong việc hoằng hóa, phước tuệ viên mãn.

### Lời Thiền Tranh Thiền
tranh điêu khắc nổi
Năm 1993 hai vợ chồng họa sĩ nổi tiếng Trung Quốc Cao Nhĩ Thái, Bồ Tiểu Vũ dùng lời thiền của ngài Tinh Vân làm đề tài vẽ thành trăm bức tranh thiền với con người, loài vật, do Phật Quang Sơn thu thập. Phật Đà Kỷ Niệm Quán tuyển chọn 40 bức tranh, điêu khắc vẽ, sinh động giống như thật.

### Tranh Hộ Sanh
"Tập Tranh Hộ Sanh" tranh điêu khắc nổi
Trên các bức tường vây quanh hành lang của tám tòa tháp có điêu khắc 70 bức tranh vẽ điêu khắc nổi để thuyết pháp "Hộ Sanh Họa Tập (Tập tranh hộ sanh)" và 14 bức dùng kệ ngữ của "Phật Quang Thái Căn Đàm", tổng cộng có 86 bức tranh nổi Hộ Sanh. Tranh nổi "Hộ Sanh Họa Tập" là tranh châm biếm của Phong Tử Khải tiên sinh, phối hợp với thơ của Đại Sư Hoằng Nhất, thể hiện lòng từ bi và giới sát sanh mà Phật giáo đã đề xướng, nhờ vào đó tuyên dương khái niệm hộ sinh, thể hiện rõ lòng từ bi yêu thương chúng sinh bảo vệ chúng sinh của Phật Đà. Tranh nổi Hộ Sanh là do nhà điêu khắc hiện đại Diệp Tiên Minh khắc, nhà họa sĩ nghệ thuật truyền thống Trần Khải Minh vẽ.

### Bia đá thư pháp của các nhà thư pháp nổi tiếng
Bia đá được làm bằng đá hoa cương màu đen, với 75 bài bản gốc "Phật Quang Thái Căn Đàm" của ngài Tinh Vân, được các nhà thư pháp nổi tiếng viết lên bia đá bằng nhiều kiểu chữ khác nhau, khắc trên tường, khí chất của người trí thức khiến cho mọi người ca ngợi không ngừng.
các nhà thư pháp nổi tiếng bằng nhiều kiểu chữ khác nhau viết lên bia đá

### Nhất bút tự
Cái gọi là "Nhất bút tự (một nét chữ)", có nghĩa là nói về thư pháp mà Đại Sư Tinh Vân đã viết, mỗi trang đều chỉ cần một nét là viết xong từ đầu đến cuối, không được đứt đoạn; Nếu bị đứt đoạn hoặc ngừng nửa chừng, thì sẽ không thấy, không biết chính xác nên bắt đầu từ đâu để viết tiếp, do vậy Ngài chỉ có thể bắt buộc viết một hơi đến xong, một khi cầm bút viết là thành tác phẩm. Năm nay Ngài tuổi thọ 90 rồi, do vì mắc bệnh tiểu đường hơn 40 năm, dẫn đến võng mạc bị rách, vả lại tế bào ở bộ phận đáy mắt hóa vôi, thị lực của hai mắt mờ, hầu như nhìn không thấy, hai tay rung cầm cập càng không nghe lời sai bảo, nhưng Ngài nhờ vào "tâm nhãn", viết thành một bức "nhất bút tự" mà nhiều người không sánh bằng.
Nơi thường triển lãm Thư pháp "Nhất Bút Tự" của ngài Tinh Vân tại Tháp Lục độ Phật Đà Kỷ Niệm Quán, cung cấp thư pháp "nhất bút tự", cho du khách thưởng thức thư pháp trên khuôn in dập và nhất bút tự phim 3D. Trong quán còn có tiệm bán đồ kỷ niệm, dụng cụ có liên quan đến Nhất Bút Tự, thấy được cái đẹp nghệ thuật của "Nhất Bút Tự"

### Điêu khắc đá
Nghệ thuật điêu khắc đá có cái đẹp cứng rắn, chân thật, nhà nghệ thuật quốc tế Ngô Vinh Tứ, Huệ Tâm khéo tay điêu khắc, dùng đá trắng ở Tuyền Châu khắc thành tám vị Tổ Sư của tám tông, dùng đá xô xanh ở Tuyền Châu khắc thành 18 vị La Hán, bức tượng có thần này đều linh hoạt hiển hiện. Mong đợi du khách tham quan để hiểu hiền thánh nhân của Phật giáo, thấy hiền thánh nhân liền suy đến chính mình cũng có thể trở nên như vậy.

### 18 vị La Hán
Tượng đá 18 vị La Hán nằm tại hai bên "Bồ Đề Đạo Tràng" trước Bổn quán. Toàn bộ 18 vị la hán bao gồm: Xá Lợi Phất, Mục Kiền Liên, Phú Lâu Na, Tu Bồ Đề, Ca Chiên Diên, Đại Ca Diếp, A Na Luật, Ưu Ba Ly, A Nan, La Hầu La, Ca Lưu Đà Di, Tân Đầu Lư, Châu Lợi Bàn Đà Già, tỳ khoe ni Liên Hoa Sắc, tỳ khoe ni Đại Ái Đạo, tì kheo ni Diệu Hiền, La Hán Hàng Long và La Hán Phục Hổ, 18 vị La Hán ở đây khác nhiều với 18 vị La Hán bình thường chúng ta thấy.
Toàn bộ tạo tượng chủ yếu là 10 vị đại đệ tử của đức Phật, còn có thêm các vị La Hán trong "kinh A Di Đà" và La Hán Hàng Long và La Hán Phục Hổ thường thấy trong Phật giáo Trung Quốc, trong đó đặc biệt còn có ba vị Tôn giả: tỳ kheo ni Liên Hoa, tỳ khoe ni Đại Ái Đạo, tỳ kheo ni Diệu Hiền, điều này có liên quan đến người khai sáng Phật Quang Sơn đại sư Tinh Vân, Ngài tôn trọng ba vị tỳ kheo ni đã có sự cống hiến lớn cho Phật giáo, bèn đem ba vị Tôn giả này liệt vào trong 18 vị La Hán, thể hiện quan niệm bình đẳng của Phật giáo. Dưới đây là tên của 18 vị La Hán:
- 大迦葉 (頭陀第一)[8]  Đại ca Diếp (đầu đà đệ nhất)
- 目犍連 (神通第一)[9] Mục Kiền Liên (thần thông đệ nhất)
- 舍利弗 (智慧第一)[10] Xá Lợi Phất (trí tuệ đệ nhất)
- 阿那律 (天眼第一)[11] A Na Luật (thiên nhãn đệ nhất)
- 羅睺羅 (密行第一)[12] La hầu La (mật hạnh đệ nhất)
- 阿難陀 (多聞第一)[13] A Nan Đà (đa văn đệ nhất)
- 迦旃延 (論議第一)[14]Ca Chiên Diên (luận nghị đện nhất)
- 迦留陀夷 (教化第一)[15] ca Lưu Đà Di (giáo hóa đệ nhât)
- 賓頭盧 (福田第一)[16] Tân Đầu Lưu (phúc điền đệ nhất)
- 周利槃陀伽 (解脫第一)[17] Châu Lợi Bàn Đà Già (giải thoát đệ nhất)
- 優波離 (持戒第一)[18] Ưu Bà Ly (trì giới đệ nhất)
- 富樓那 (說法第一)[19] Phú Lâu Na (thuyết pháp đệ nhất)
- 須菩提 (解空第一)[20] Tu Bồ Đề (giải không đệ nhất)
- 降龍羅漢迦毗摩羅[21] Ca Tỳ Ma La (la hán hàng phục rồng)
- 伏虎羅漢彌勒尊者[22] tôn giả Di Lặc (la hán hàng phục hổ)

tỳ kheo ni Đại Ái Đạo (người nữ có tăng lạp cao nhất trong tăng đoàn ni chúng, di mẫu của Phật Đà (Ma Ha Ba Xà Ba Đề), lấy tôn xưng mẹ của đất nước mà xuất gia, người phụ nữ đầu tiên xuất gia và thành lập ni đoàn)
- 妙賢比丘尼(女眾弟子中宿命通第一)[24] tỳ kheo ni Diệu Hiền (túc mạng thông đệ nhất trong tăng đoàn ni)
- 蓮華比丘尼(女眾弟子中神通第一)[25] tỳ kheo ni Liên Hoa(thần thông đệ nhất trong tăng đoàn ni)

### Tổ sư của tám tông
Phật Quang Sơn đề xướng Phật giáo Nhân gian, tám tông giáo đều hoằng truyền, cái gọi là "Mật giáo thì giàu có, Thiền tông thì nghèo nàn, Tịnh độ thì tiện lợi, Duy thức thì nhẫn nại, Gia tường thì tánh không, Truyền thống là Hoa nghiêm, Luật tông tu thân, Thiên thái tông tổ chức nghĩa lý" chính là đặc sắc lớn nhất của tám tông. Ngài Tinh Vân nhờ vào phong cách của Tổ sư tám tông làm gương cho xuất gia, tại gia lập thân xuất thế.

### Phòng triển lãm
Bốn phòng triển lãm trong Phật Quán được chia thành hai phía Bắc và phía Nam, phía Nam có phòng triển lãm 1 và 2; phía Bắc có phòng triển lãm 3 và 4. Trong phòng triển lãm 1 và 2 có đặt tủ đảo hình lập thể trong suốt ở giữa,người du lịch có thể xem rỏ ràng tinh hoa của sản phẩm triển lãm; phòng triển lãm 3 và 4 có đặt các vách ngăn di động để các nhà nghệ thuật có thể tự do chuyển dời bố trí triển lãm. Lập ra bốn phòng triển lãm này, mục đích để kết nối với các nhà nghệ thuật nổi tiếng cùng mọi người kết nhiều duyên lành, nâng cao phong cách nghệ thuật nhân văn. Dù cho bạn là nhà thưởng thức hay chỉ là du khách, giàn giáo triển lãm ở đây thuộc về tất cả mọi người.
Phật Đà Ký Niệm Quán đẩy mạnh triển lãm biểu diễn văn hóa giao lưu hai nước, tại đây có trung tâm giao lưu văn hóa di sản Trung Quốc, ký hiệp ước hiệp nghị 5 năm hợp tác triển lãm với Phật giáo văn hóa di vật, cho đến triển lãm phi di sản, triển lãm đủ loại đa dạng nghệ thuật khác nhau. Các viện bảo tàng ở Trung Quốc liên tiếp và thường xuyên đến Phật Đà Ký Niệm Quán để triển lãm biểu diễn các loại nghệ thuật văn hóa, tất cả đều là vì chân, thiện, mỹ, làm phong phú tâm linh cho nhân loại, để khai tâm con người hướng đến ánh sáng tốt đẹp.

## Giáo dục
Phật Đà Ký Niệm Quán giống như một khuôn viên trường phong cách thoáng đãng, cung cấp môi trường học tập tốt đẹp thuận tiện cho các bậc tri thức, trong đó có giáo dục sinh thái tự nhiên, giáo dục đời sống, triển lãm văn hóa nghệ thuật, diễn thuyết chia sẻ v.v…là điểm thư giãn lý tưởng giờ học ngoại khóa sau giờ học tập tại trường. Thông qua sự tận hưởng thưởng lãm môi trường sinh thái tự nhiên, như thưởng lãm chim muông và thưởng hoa v.v…, để mở rộng tầm nhìn quan điểm giáo dục bảo tồn sinh thái, cùng với sự trân quí và bảo vệ môi trường sinh thái khuôn viên.
Phật Quán vì muốn phát huy tinh thần văn hóa Trung Quốc, nâng tầm quan niệm đạo đức, giá trị phẩm cách đạo đức và đời sống tinh thần, đề xướng tôn chỉ ba vận động tốt: "làm việc tốt, nói lời hay, tấm lòng tốt", để đào tạo bồi dưỡng nhi đồng học sinh biềt tôn trọng, bao dung, tương tác học tập và tịnh hóa tâm linh làm mục tiêu, hoan ngênh đón tiếp các trường mẫu giáo, trường tiểu học, trường trung học các cấp trong và ngoài nước, cùng đến Phật Quán tổ chức các hoạt động tham quan, tham gia sinh hoạt giờ học ngoại khóa.
Sử dụng "Tranh hộ sinh (tức tranh họa yêu quí sinh mạng) để khai thị mọi người nên yêu thương trân quý sinh mạng, "tranh Phật Đà hành hóa (tranh họa hành theo hạnh Phật)" của Đức Phật để giáo hóa mọi người, tranh "thiền ngữ - thiền họa" hài hước của các bậc Thiền sư chứng ngộ để làm tài liệu, kết hợp thiết bị máy chiếu khoa học kỹ thuật hiện đại, như: cuộc đời của đức Phật và các mừng khánh đản Phật giáo, để học sinh sinh viên vận dụng phương thức tương tác hiểu rõ nhận thức về tinh thần văn hóa Trung Quốc, từ đó nâng cao phẩm chất đạo đức tốt đẹp của học sinh sinh viên.

## Trao đổi kết nối Liên Bảo Tàng
Phật Đà Ký Niệm Quán vinh dự được Hiệp hội Bảo tàng Quốc tế thừa nhận, trở thành hội viên chính thức non trẻ nhất, là một tòa bảo tàng mang tầm ảnh hưởng quốc tế, mỗi năm thu hút vô số tầng lớp trí thức danh tiếng quốc tế đến tham quan, tiến hành giao lưu thăm hỏi, triển khai tour du lịch có chiều sâu giao lưu trao đổi học hỏi văn hóa.
Để mở rộng nền văn hóa Trung Quốc, xúc tiến thúc đẩy giao lưu hai nước, Phật Đà Ký Niệm Quán liên tục ký kết với các Viện Bảo Tàng hai nước, bao gồm Cục di vật văn hóa Quốc gia, Cục di vật văn hóa Sơn Đông, Viện Bảo Tàng An Huy, Viện Bảo Tàng Tô Châu, Viện Bảo Tàng lịch sử Quốc Lập, Viện Bảo Tàng Hà Bắc, Viện Bảo Tàng Hồ Bắc và Viện Bảo Tàng Sơn Tây, cùng với việc triển khai bảo tồn văn hóa Trung Quốc và Viện Bảo Tàng phục vụ công chúng.

## giải thưởng thành tích
- Vào 27 – 11 – 2012, vinh dự được "Giải Vàng Kiến Trúc Quốc gia" lần thứ 13 do Kim Sư Văn hóa Giáo ban tặng.
- Vào 22 – 11 – 2013, vinh dự được chính phủ xếp vào hàng "Trăm cảnh Tôn giáo Đài Loan".
- Vào 01 – 07 – 2014, vinh dự được thừa nhận chứng nhận ICOM Hiệp Hội Viện Bảo Tàng Quốc tế, trở thành hội viên chính thức non trẻ nhất.
- Vào 15 – 07 – 2014, vinh dự nhận được "giải thưởng bình chọn của du khách năm 2014" thuộc trang mạng du lịch TripAdvisor lớn nhất toàn cầu, được xếp vào hàng đệ nhất thắng cảnh Cao Hùng Đài Loan.
- Vào 25 – 10 – 2014, vinh dự nhận được "Giải thưởng bảo vệ Môi trường chung" khu vực thắng cảnh du lịch do chính quyền thành phố Cao Hùng xem xét phong tặng hàng năm.
- Vào 13 – 11 – 2014, trở thành Viện Bảo Tàng và đoàn thể tôn giáo đầu tiên thông qua chứng nhận hệ thống quản lý theo tiêu chuẩn ISO 50001.
- Vào 16 – 12 – 2014, Mô hình nhà vệ sinh xe buýt, vinh dự được xếp vào hàng nhà vệ sinh công cộng đặc thù bảo vệ môi trường do viện hành chánh ban tặng. Chính thức truyền tải thông điệp đến với mọi người về nhà vệ sinh công cộng "hạnh phúc tuân thủ môi trường chung của một vương quốc du lịch diệu kỳ".
- Vào 10 – 08 – 2015, vinh dự nhận giải thưởng bình chọn "Đặc Sắc" vào hàng quản lý vệ sinh công cộng của Cục Bảo vệ môi trường chính quyền thành phố Cao Hùng.
- Vào 31 – 10 – 2015, vinh dự đứng hàng thứ hai "giải thưởng môi trường chung khu thắng cảnh du lịch xét tặng mỗi năm 2014".
- Vào 16 – 01 – 2016, vinh dự nhận "giải thưởng hạng mục văn hóa du lịch lịch sử hàng đầu Trung Quốc" thuộc giải ITIA đầu tư du lịch Trung Quốc lần thứ năm.
- Vào 25 – 05 – 2016, trang mạng du lịch nổi tiếng thế giới TripAdvisor công bố bình chọn tinh hoa du lịch 2016 do du khách bình chọn, Phật Đà Kỷ Niệm Quán Phật Quang Sơn được xếp vào một trong một trong mười điểm đến hàng đầu toàn Đài Loan.

## Thời gian mở cửa
- Thời gian mở cửa

Ngày thường: Sáng: từ 09:00 đến tối 19:00
Thứ bảy, chủ nhật, ngày nghỉ: Sáng: từ 09:00 đến tối 20:00
- Giờ mở cửa Bổn Quán

Ngày thường: Sáng: từ 09:00 đến tối 18:00
Thứ bảy, chủ nhật, ngày nghỉ: Sáng: từ 09:00 đến tối 19:00
- Giờ mở cửa Ngày Tết: theo thông báo của năm đó.